# Liverpool 8
Liverpool 8 — пятнадцатый студийный альбом Ринго Старра, выпущенный 14 января 2008 года (15 января — в США). Альбом стал возвращением Старра к лейблу EMI, с которым он не работал с 1975 года, когда закончился контракт компании с The Beatles.
Альбом должен был выйти в июне 2007 года, однако в ходе работы над ним Марка Хадсона, который уже продюсировал 5 альбомов Ринго Старра, заменил Дэйв Стюарт.

## Список композиций
| №                   | Название                     | Автор(ы)                                   | Длительность |
| ------------------- | ---------------------------- | ------------------------------------------ | ------------ |
| 1.                  | «Liverpool 8»                | Ричард Старки, Дэйв Стюарт                 | 4:49         |
| 2.                  | «Think About You»            | Старки, Марк Хадсон, Гари Барр, Стив Дудас | 3:40         |
| 3.                  | «For Love»                   | Старки, Хадсон                             | 3:49         |
| 4.                  | «Now That She’s Gone Away»   | Старки, Хадсон, Барр                       | 3:02         |
| 5.                  | «Gone Are the Days»          | Старки, Хадсон, Стюарт                     | 2:49         |
| 6.                  | «Give It a Try»              | Старки, Хадсон, Дудас                      | 3:26         |
| 7.                  | «Tuff Love»                  | Старки, Хадсон, Барр, Дудас                | 4:33         |
| 8.                  | «Harry’s Song»               | Старки, Хадсон, Барр, Дудас                | 4:00         |
| 9.                  | «Pasodobles»                 | Старки, Хадсон, Барр, Дудас, Дин Грэкал    | 4:17         |
| 10.                 | «If It’s Love That You Want» | Старки, Хадсон, Барр, Дудас                | 3:06         |
| 11.                 | «Love Is»                    | Старки, Хадсон, Барр, Дудас                | 3:52         |
| 12.                 | «R U Ready?»                 | Старки, Хадсон, Барр, Дудас                | 3:59         |
| Общая длительность: | Общая длительность:          | Общая длительность:                        | 45:28        |

## Участники записи
- Ринго Старр — вокал, ударные, перкуссия, орган, бэк-вокал, хлопки;
- Дэйв Стюарт — электрогитара, акустическая гитара, аранжировка;
- Марк Хадсон — бас-гитара, бэк-вокал, акустическая гитара, электрогитара, клавиши, бонго, меллотрон, хлопки;
- Гари Барр — электрогитара, акустическая гитара, клавиши, мандолина, бэк-вокал, хлопки, свист;
- Стив Дудас — электрогитара, акустическая гитара, бэк-вокал, хлопки;
- Шон Хёрли — бас-гитара;
- Зак Рэй — клавиши;
- Дэйв Вэй — бас-гитара;
- Джесс Дэйви — электрогитара;
- Брюс Шугар — бэк-вокал, хлопки;
- Кит Эллисон — бэк-вокал, хлопки;
- Брент Карпентер — бэк-вокал, хлопки;
- Сюзи Катаяма — аранжировка.